# Zipsendorf
Zipsendorf ist ein Stadtteil der Stadt Meuselwitz im Landkreis Altenburger Land in Thüringen. Überregional bekannt ist der Ort als Namenspatron für den Fußballverein Zipsendorfer FC Meuselwitz.

## Lage und Verkehr
Meuselwitz und sein Stadtteil Zipsendorf liegen an der gut ausgebauten Bundesstraße 180 im Altenburger-Zeitzer-Lösshügelland und im Meuselwitz-Altenburger Braunkohlerevier. Zwischen 1901 und 1970 hatte Zipsendorf einen Bahnhof an der Bahnstrecke Gera-Pforten–Wuitz-Mumsdorf.

## Geschichte

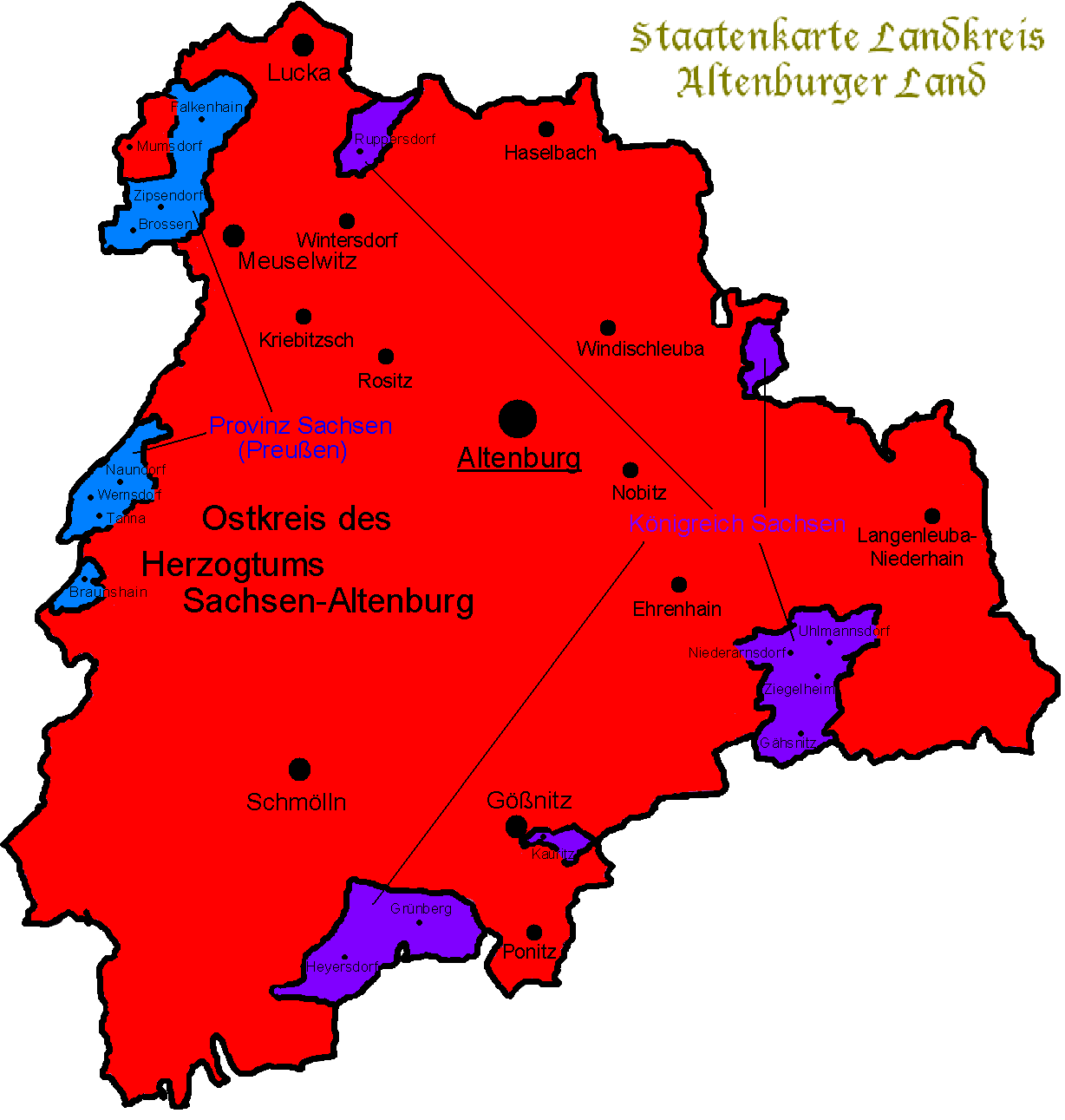
Staatenaufteilung des Altenburger Landes bis 1920

Im Jahre 1156 wurde Zipsendorf erstmals urkundlich genannt. Das stattliche Bauerndorf besaß 1612 sieben Bauern und eine Vielzahl von Handwerkern und Gewerbe. Auch Salzhändler waren dabei. Im 18. Jahrhundert sorgten Viehseuchen, Unwetter, Krieg und Brände für große Rückschläge im Dorf. Obwohl Zipsendorf heute in Meuselwitz nahtlos übergeht, lag zwischen den Orten bis 1952 eine Verwaltungsgrenze. Zipsendorf ist einer der wenigen Orte des heutigen Landkreises Altenburger Land, die historisch nicht zu Sachsen-Altenburg gehörten. Gemeinsam mit heute ebenfalls zum thüringischen Meuselwitz gehörigen Orten Brossen, Falkenhain und Rusendorf lag Zipsendorf bis 1815 im Amt Zeitz, das als Teil des Hochstifts Naumburg-Zeitz seit 1561 unter kursächsischer Hoheit stand und zwischen 1656/57 und 1718 zum Sekundogenitur-Fürstentum Sachsen-Zeitz gehörte. Durch die Beschlüsse des Wiener Kongresses kam der Ort im Jahr 1815 zu Preußen und wurde 1816 dem Landkreis Zeitz im Regierungsbezirk Merseburg der Provinz Sachsen zugeteilt. 1920 zählte das Dorf 3000 Einwohner.
1870 setzte der Kohleabbau in Zipsendorf, das im preußischen Westteil des Meuselwitz-Altenburger Braunkohlereviers lag, ein. Damit ging eine Industrialisierung der Gegend einher. Die erste Brikettfabrik mit dem Namen „Vereinsglück I (Zipsendorf I)“ eröffnete 1884. Sie war bis 1967 in Betrieb. Es folgten die Brikettfabriken „Fürst Bismarck (Zipsendorf III)“ (1908 bis 1991) und „Vereinsglück II (Zipsendorf IV)“ (ab 1910). Im Tiefbau wurde die Braunkohle in Zipsendorf in den Gruben „Fürst Bismarck Nr. 138“ (1893 bis 1940) und „Schädegrube Nr. 148“ (1901 bis 1914) abgebaut. Im Tagebau war zunächst die kleinere „Schädegrube I“ (1902 bis 1934) und der „Tagebau Leonhard II (Sedan)“ (1918 bis 1926) in Betrieb. Der großflächigere Abbau setzte mit den Tagebauen „Zipsendorf-West (Leonhard III)“ (1938 bis 1952) und „Zipsendorf-Süd“ (1948 bis 1964) ein. Ihnen mussten die Nachbarorte Oberhaide, Wuitz und Sabissa weichen. Zwischen 1901 und 1969 hatte Zipsendorf einen Haltepunkt an der Bahnstrecke Gera-Pforten–Wuitz-Mumsdorf, während die Bahnstrecke Zeitz–Altenburg den Ort ohne Halt passierte.
Mit der Bildung der Länder in der SBZ kam Zipsendorf mit dem Landkreis Zeitz an das neu gegründete Land Sachsen-Anhalt. Am 1. Juli 1950 wurde der Nachbarort Brossen nach Zipsendorf eingemeindet. Mit der 1952 erfolgten Gebietsreform in der DDR wurden Zipsendorf mit seinem Ortsteil Brossen dem neu zugeschnittenen Kreis Zeitz im Bezirk Halle zugeordnet. Am 4. Dezember 1952 wurden die Gemeinden Zipsendorf mit Brossen, Falkenhain mit der Flur von Rusendorf und das erst 1950 zum Landkreis Zeitz gekommene Mumsdorf in den Kreis Altenburg im Bezirk Leipzig umgegliedert.
Am 1. Januar 1973 wurden Zipsendorf und Brossen durch Eingemeindung Ortsteile von Meuselwitz. Mit der Neugründung des Freistaats Thüringen kam Zipsendorf als Ortsteil von Meuselwitz zum thüringischen Landkreis Altenburg, der 1994 zum Landkreis Altenburger Land fusionierte.

## Kirche

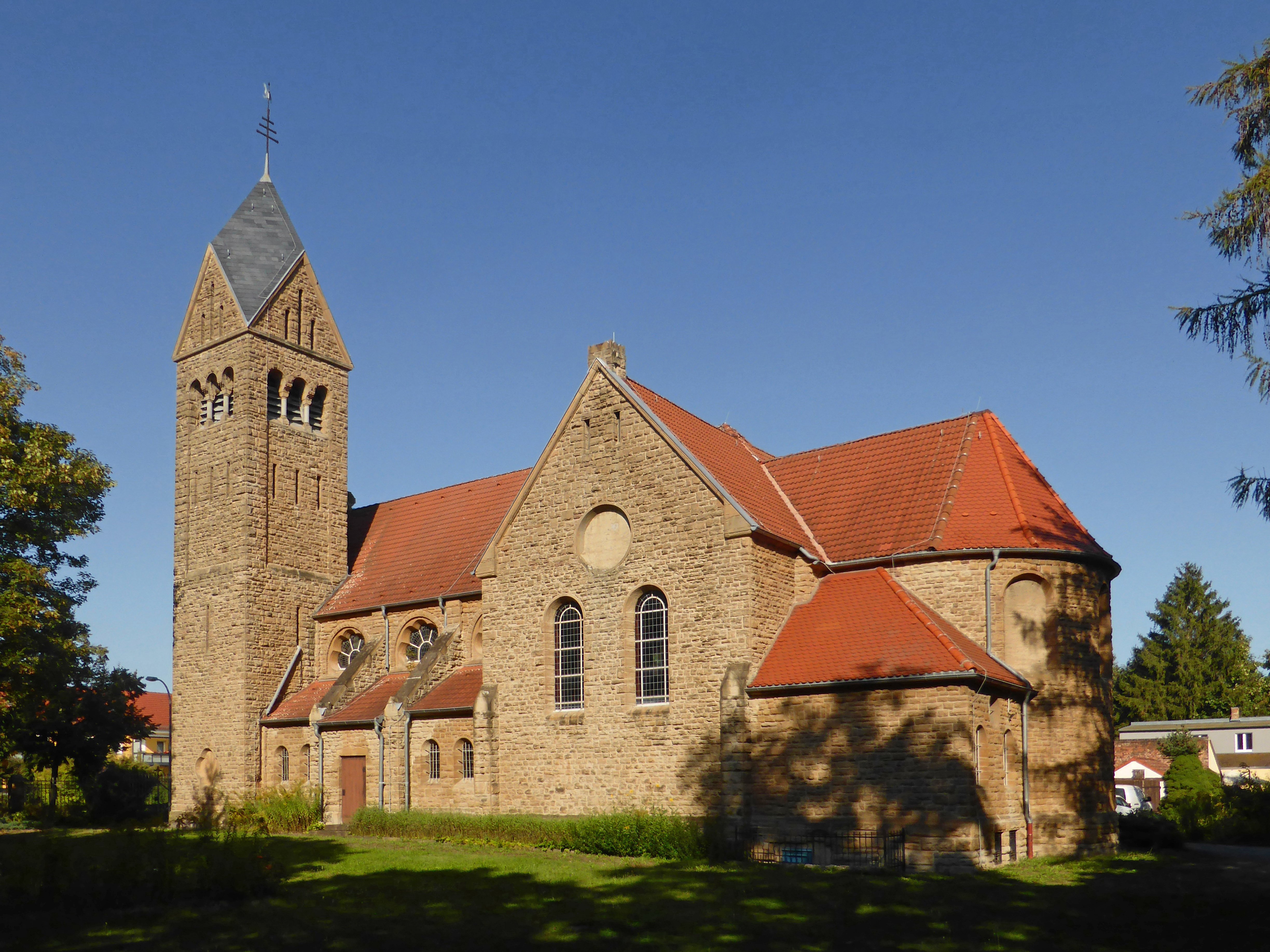
St.-Elisabeth-Kirche

Im Ort befindet sich zwei denkmalgeschützte Kirchen, die evangelisch-lutherische Dorfkirche Zipsendorf aus dem 16. Jahrhundert und die 1908 erbaute katholische St.-Elisabeth-Kirche.

## Persönlichkeiten
- Curt Beyer (1920–2021), Markscheider
- Erich Dietz (1903–1990), Maler und Bildhauer
- Christian Friedrich Möller (1763–1825), Pfarrer, Schriftsteller und Historiker
- Wolf-Dietrich Rost (* 1952), Politiker (CDU)